# Björnasjön (Virserums socken, Småland)
Björnasjön är en sjö i Hultsfreds kommun i Småland och ingår i Emåns huvudavrinningsområde. Sjön har en area på 0,0851 kvadratkilometer och ligger 156 meter över havet. Sjön avvattnas av Gårdvedaån.

## Delavrinningsområde
Björnasjön ingår i det delavrinningsområde (635212-148091) som SMHI kallar för Inloppet i Hjortesjön. Medelhöjden är 167 meter över havet och ytan är 2,88 kvadratkilometer. Räknas de 10 avrinningsområdena uppströms in blir den ackumulerade arean 162,61 kvadratkilometer. Gårdvedaån som avvattnar avrinningsområdet har biflödesordning 2, vilket innebär att vattnet flödar genom totalt 2 vattendrag innan det når havet efter 126 kilometer. Avrinningsområdet består mestadels av skog (73 procent) och jordbruk (14 procent). Avrinningsområdet har 0,08 kvadratkilometer vattenytor vilket ger det en sjöprocent på 2,9 procent.